# جبل قريظة
جبل قريظة، أو جبل البركان هو أحد جبال المدينة المنورة ويقع في الجنوب الشرقي للمدينة.

## آثار الجبل
من المعروف أن يهود بنو قريظة غدروا بالنبي ﷺ وبالمسلمين، وقد حاصرهم النبي خمسة عشر يوماً، ثم حكم فيهم سعد بن معاذ، ومن أهم الآثار الموجودة في الجبل:
- خندق في أعالي الجبل
- أرض خصبة صالحة للزراعة.[1]